# Jordi Nadal
Jordi Nadal i Oller (Cassá de la Selva, Gerona, 14 de marzo de 1929 - Barcelona, 8 de diciembre de 2020) fue un economista e historiador español, considerado autoridad en la historia del proceso de industrialización en España.

## Biografía
Discípulo de Jaime Vicens Vives, en 1957 se doctoró en historia por la Universidad de Barcelona tras ampliar estudios en París (1953) y en Pavía (1953). Fue profesor de Historia económica de la Universidad de Barcelona (1956-1967), catedrático en la Universidad de Valencia (1968-1969) y en la Universidad Autónoma de Barcelona (1970-1980), volviendo nuevamente en 1981 a la Universidad de Barcelona. Posteriormente fue profesor de la Universidad Pompeu Fabra. 
Ha sido miembro de la Unión Internacional para el Estudio Científico de la Población, y formó parte de la comisión encargada de redactar el nuevo diccionario demográfico encargado por las Naciones Unidas.  

## Premios y distinciones
- Premio Nacional de Investigación Pascual Madoz, en Derecho y Ciencias Económicas y Sociales (2004)
- Doctor honoris causa por la Universidad Pompeu Fabra de Barcelona (2010)[4]

### Controversia en la UAB
En febrero de 2011 varios profesores de la Universidad Autónoma de Barcelona rechazaron el nombramiento como doctor honoris causa que dicha institución había  propuesto para Jordi Nadal y el también historiador Josep Fontana. Los catedráticos en Historia Borja de Riquer y Jordi Maluquer de Motes, que habían propuesto a ambos candidatos, achacaron dicha decisión al sectarismo ideológico, ignorancia y envidias del claustro académico.

## Obras
- La population catalane de 1553 à 1717. L'immigration française et les autres facteurs de son développement (1960), con Emili Giralt i Raventós.
- La población española (siglos XVI a XX) (1966)
- El fracaso de la revolución industrial en España, 1814-1913 (1975)
- Història de la Caixa de Pensions (1981)
- La industrialización europea. Estadios y tipos [Obra Conjunta] (Editorial Crítica, 1981)
- Catalunya, la fàbrica d'Espanya (1986), con J. Maluquer.
- Sant Martí de Provençals, pulmó industrial de Barcelona (1847-1992) (1992), con X. Tafunell.
- Historia económica de España (1987); Director.
- Bautismos, desposorios y entierros. Estudios de historia demográfica (1992)
- Moler, tejer y fundir. Estudios de historia industrial (1992)
- La cara oculta de la industrialización española (1994)
- España en su cénit (1516-1598) (2001)